# اتفاقية غبادولايت

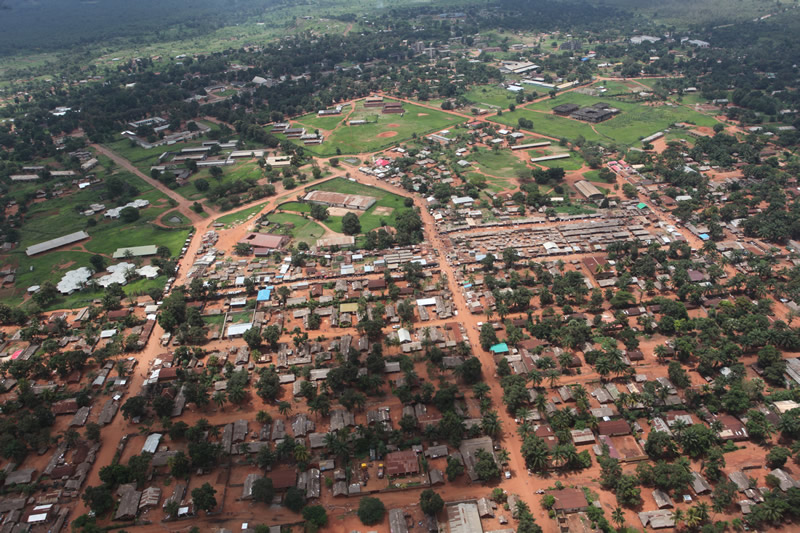
غبادولايت

تم توقيع اتفاقية غبادولايت في 31 ديسمبر 2002، في غبادولايت التي تقع في جمهورية الكونغو الديموقراطية، لكن المحاولة باءت بالفشل لإنهاء حرب الكنغو الثانية. الموقعون جميعهم كانوا مدعومين من الحكومة الأوغندية، و هم حركة تحرير الكونغو، التجمع من أجل الديموقراطية الكونغولية و حركة تحرير الديموقراطية الكونغولية.
اتفق الطرفان على وقف إطلاق النار في باحة أسيرو-بوفاسندي-بني- واتسا و على فور قبول تواجد المراقبين العسكريين للأمم المتحدة في المنطقة. و تضمنت الاتفاقية أيضا ضمانات لحرية تنقل السكان المدنيين و المنظمات الإنسانية من منطقة إلى أخرى .
كما هو الحال مع المعاهدات السابقة، فشلت اتفاقية غبادولايت في إنهاء الحرب.